# غموندن
غموندن هي بلدة تقع في ولاية النمسا العليا، بلغ عدد سكانها في 2016 13،204 نسمة. من بين المعالم السياحية فيها قلعة Schloss Ort. 